# アクアパッツア

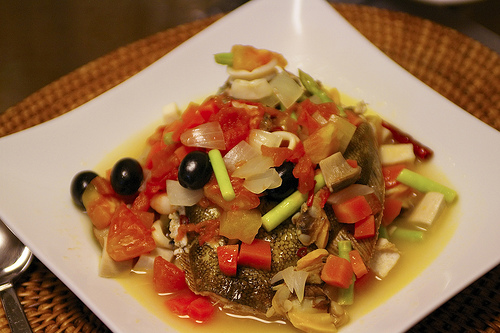
アクアパッツァ

アクアパッツァ（伊: acqua pazza）、またはペシェ・アッラックア・パッツァ（伊: pesce all'acqua pazza）は、魚介類をトマトとオリーブオイルなどとともに煮込んだナポリ料理である。イタリア料理では単にアクアパッツァというと白身魚の水煮料理、または白身魚を煮るために用いるハーブ漬けにした魚介類の出汁のことを指す。調理に用いる食材は多種多様であり、特に魚介類がよく用いられるが、鶏肉を用いることもある。薄めの出汁を用いることもあればトマトを多めに加えて作ることもある。
1960年代に、カプリ島を訪れる観光客の間で人気を博した。

## 起源
アクアパッツァは、ナポリ地方の漁師達が魚介類を海水を加えた上でトマトやオリーブオイルと共にソテーして作っていた料理が起源だと言われている。
料理の名前そのものはトスカーナ地方に起源を持つとされている。かつて当地に居住していた農民は税としてワインを領主に献上していた。彼らが製造したワインは大半が納められ、手元にはほとんど残らなかった。そこで農民達は機転を効かし、ワインを作る際に捨てられたブドウの茎、種、実の搾りかすなどを大量の水で茹で上げ、気密性の高いテラコッタ製の壷に詰めて発酵させることで、自分たちのためのアクアパッツァと呼ばれるワインを作り出していた。アクアパッツァは直訳で「奇妙な（風変わりな）水」あるいは「狂った（暴れる）水」の意。
このアクアパッツァというワインは通常のワインのような透き通った濃い赤色をしており、ナポリの農民達は魚介類を調理した際にトマトから染み出す赤い出汁を見てこのワインを思い出していたことが、料理のアクアパッツァの由来とされている。少量の白ワインと海水で煮る調理法から来た名称ともいわれる。

## 調理法
ブイヨンなどを用いず、水とトマトだけ、あるいは白ワインを加えて煮込んだ魚のスープである。最も古典的なアクアパッツァにはトマトが入らない一方で、海水、少量の白ワイン、オリーブオイル、ニンニク、イタリアンパセリは必ず使われる。
魚はタイ、スズキ、タラ、カサゴ、メバル、メダマヒメジなどの白身魚やサバのような青魚が、貝類はアサリやムール貝などがよく用いられる。骨から良い出汁が出るので、切り身よりも尾頭のついた小型の魚が好まれる。さらに、好みによりイカやタコなどを加えることもある。パンやパスタとともに供される。選んだ素材により、リストランテなどでは、「カレイとアサリのアクアパッツァ」といった表記でメニューに登場する。